# Zespół Nijmegen
Zespół Nijmegen (ang. Nijmegen breakage syndrome, NBS) – choroba genetyczna, spowodowana mutacją w genie NBS1 znajdującym się w locus 8q21, najczęstsza mutacja, tzw. mutacja słowiańska (657del5), dziedziczona autosomalnie recesywnie. Nazwa pochodzi od holenderskiego miasta Nijmegen, gdzie opisano go po raz pierwszy, wśród potomków czeskich protestantów przybyłych tam podczas wojny trzydziestoletniej.

## Patogeneza
Produktem białkowym kodowanym przez gen NBS1 jest nibryna. To białko bierze udział w reperacji uszkodzeń na dsDNA. 
Zaburzenie naprawy DNA usposabia do spontanicznych złamań chromosomów i zmiany ich struktury. Dochodzi do tego zazwyczaj w chromosomach 7 i 14 pary, występowania takich nowotworów jak: chłoniak, glejak, rdzeniak, mięśniakomięsak opornych na radioterapię. Nowotwory te prowadzą do przedwczesnej śmierci.

## Objawy
Choroba objawia się zwykle opóźnieniem w rozwoju wewnątrzmacicznym, a następnie niskorosłością. Cechami charakterystycznymi w fenotypie są mikrocefalia, pochyłe czoło, mikrognacja, zadarty w górę nos, dysmorficzne małżowiny uszne, wodonercze, niedrożny odbyt oraz pierwotna niedoczynność jajników. Na skórze występują plamy café au lait oraz postępujące z wiekiem bielactwo.
Skłonność do zapalenia wyrostka sutkowatego, ucha środkowego, układu oddechowego, przewodu pokarmowego i układu moczowego.
Rozwój psychiczny przebiega zasadniczo w normie, jednak z wiekiem występuje regresja rozwoju umysłowego. Śmiertelność z powodu nowotworów, głównie chłoniaków typu B lub T jest najwyższa spośród wszystkich chorób związanych z nadmierną łamliwością chromosomów.
Większość dzieci umiera w 1. dekadzie życia z powodu nowotworów.

## Diagnostyka
U 90% chorych stwierdza się dysgammaglobulinemię z brakiem lub bardzo obniżonym stężeniem IgG i IgA, obserwuje się również obniżone stężenie limfocytów CD4. W badaniach kariotypu stwierdza się liczne złamania chromosomów.
Potwierdzeniem rozpoznania jest znalezienie mutacji w genie NBS1.

## Profilaktyka/Leczenie
Zespół Nijmegen jest przeciwwskazaniem do wszelkich badań i zabiegów z użyciem promieniowania rentgenowskiego, gdyż ekspozycja na najmniejsze nawet dawki promieniowania rentgenowskiego nasila gwałtownie łamliwość chromosomów. Więcej niż połowa dzieci z tym zespołem ma niedobór immunoglobulin i wymaga stałych przetoczeń preparatów gamma-globulin.

## Zmiany w wynikach laboratoryjnych
- Niedokrwistość o podłożu autoimmunohemolitycznym
- Trombocytopenia
- dysgammaglobulinemia
- zmniejszenie liczby limfocytów T
- zmniejszenie liczby limfocytów B
- zmniejszenie liczby limfocytów CD4+
- zmniejszenie liczby limfocytów CD4+/CD8+
- względny wzrost liczby komórek NK

## Epidemiologia
Ten rzadki zespół najczęściej dotyczy osób pochodzenia zachodniosłowiańskiego, a najwięcej osób chorych jest w Polsce. Do kwietnia 2005 zidentyfikowano 89 przypadków w Polsce, 37 w Czechach i na Słowacji, 21 w Niemczech i 14 na Ukrainie. W Ameryce Północnej rozpoznano NBS u około 35-40 osób. Pojedyncze przypadki odnotowano również we Włoszech, Francji, Wielkiej Brytanii, Holandii, Hiszpanii, Bośni i Hercegowinie, Chorwacji, Serbii i Czarnogórze, Turcji, Rosji, Maroko, Argentynie, Chile i Nowej Zelandii).